# کاندید
'کاندید یا خوش‌بینی' (به فرانسوی: Candide ou l'Optimisme)، کتابی ادبی به طنز است که ولتر، نویسنده و فیلسوف اهل فرانسه آن را نوشته‌است. این کتاب نخستین‌ بار، ۱۷۵۹ منتشر شد و در دوران حیات نویسنده بیست بار تجدید چاپ شد و آن را در ردهٔ موفق‌ترین آثار ادبی فرانسه قرار داد. کاندید یکی از آثار ادبی برجستهٔ جهان است.
این کتاب و کتاب ساده‌دل یکی نیستند، گرچه داستان هر دو، درون‌مایه مشابه دارد.
کاندید یا خوشبینی را، جهان‌گیر افکاری، ۱۳۴۰ خورشیدی، به‌فارسی برگرداند و منتشر کرد، که بارها تجدید چاپ شد.
این کتاب پس از انقلاب برای نخستین بار با ترجمه‌ی رضا اسپیلی توسط انتشارات نگاه، ابتدا با اشتباه ناشر با عنوان ساده‌دل، و سپس در چاپ‌های بعدی با عنوان کاندید، منتشر شد که تا کنون دست‌کم شش بار تجدید چاپ شده است.
کسان دیگری هم آن را دوباره ترجمه کرده‌اند.

## خلاصه کتاب

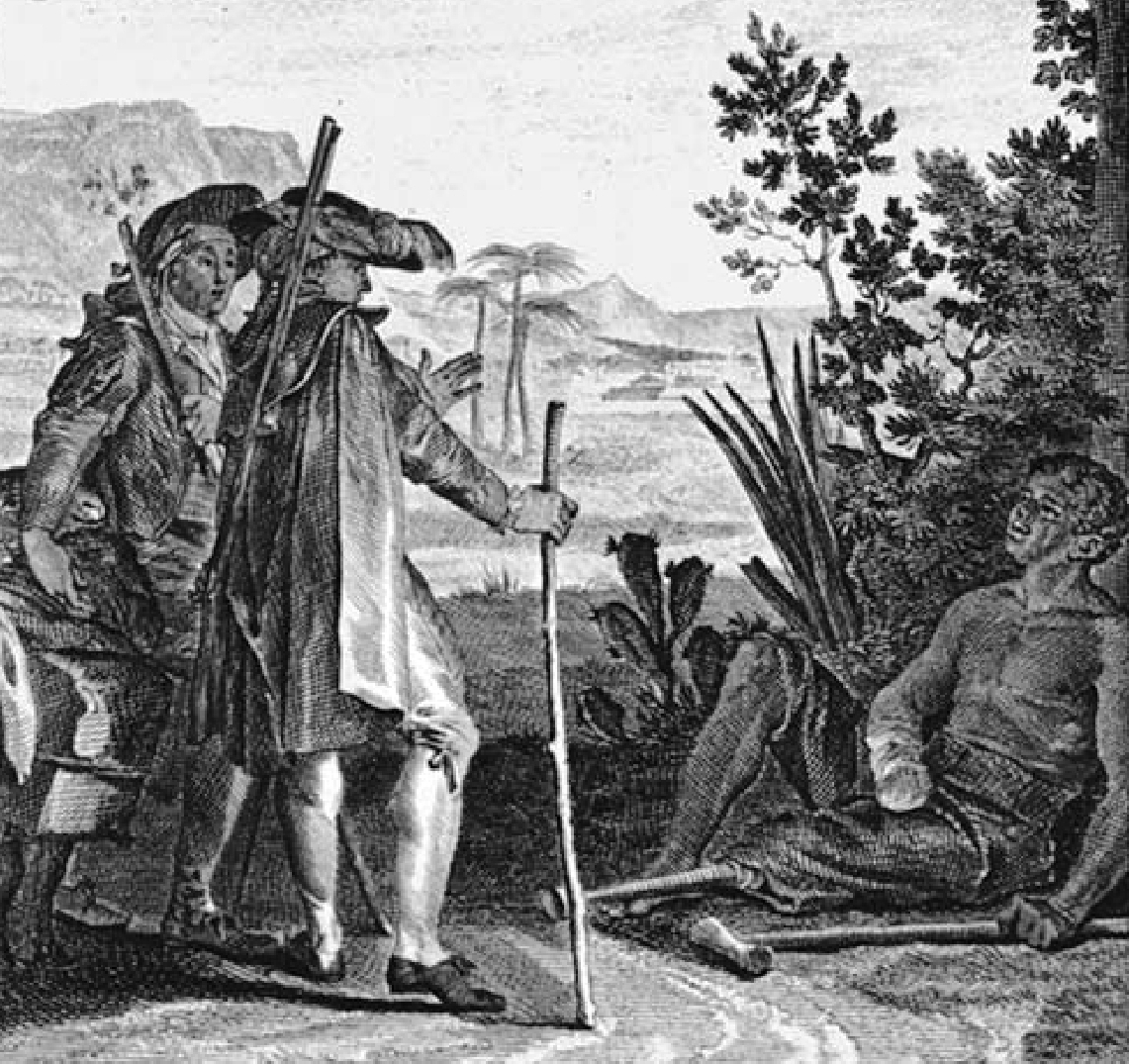
تصویری از کتاب کاندید یا خوش‌بینی

کاندید، جوانی خوش‌باور است که در قصر بارون آلمانی زندگی می‌کند. بارون، پانگلوس را که از بهترین معلمان است، به تربیت کاندید می‌گمارد. پانگلوس هم‌واره به کاندید می‌آموزد که ما در دنیایی سرشار از خوش‌بختی و خوبی زندگی می‌کنیم. پس‌از چندی، بارون به کاندید شک می‌کند و به‌گمان این‌که به دخترش نظر دارد، او را از کاخ بیرون می‌کند. کاندید نیز ناچار به سربازان بلغاری می‌پیوندد. او در این میان پی می‌برد که دنیا، جایی سرشار از خوش‌بختی نیست. بعدها به پانگلوس برمی‌خورد و او را درحال گدایی می‌یابد. کاندید نظر پانگلوس را دربارهٔ این‌که دنیا، جای خوشبختی است جویا می‌شود و او می‌گوید که زندگی می‌توانست بدتر از این هم بشود و پس از تعریف آن‌چه بر او گذشته و آن‌چه که بر کاندید گذشته، در پایان می‌گوید که هم‌چنان بر این باور است که همه چیز در دنیا برای خوش‌بختی و به بهترین گونه ترتیب داده شده‌است.